# Sinraptor dongi
Il sinraptor (Sinraptor dongi) era un dinosauro carnivoro del Giurassico superiore della Cina.
È stato scoperto nel 1994 in Cina da Philip J. Currie e Xian Zhao.

## Descrizione
Il sinraptor era un carnosauro dotato di una grossa testa. Era munito di denti ricurvi all’indietro e seghettati lungo i margini.
Il suo corpo era slanciato e si muoveva con andatura bipede sulle lunghe zampe posteriori. Le zampe anteriori terminavano con tre dita armate di artigli.
Era un dinosauro di medio-piccole dimensioni che raggiungeva i 6-7 metri di lunghezza, i 700 kg di peso e in altezza di 2-3 metri.
La scoperta di sinraptor ha fornito agli studiosi dati in più per comprendere quali relazioni di parentela esistano tra i dinosauri carnivori del gruppo dei carnosauri.
Si ritiene che sinraptor possa essere capostipite dei più grandi giganotosaurus e mapusaurus e che fosse un possibile antenato di allosaurus.

## Un predone cinese
Scoperto nel 1994, questo dinosauro ha aiutato a comprendere le relazioni che intercorrono tra i vari dinosauri carnivori (teropodi), in particolare tra i cosiddetti carnosauri. Questo animale dà il nome alla famiglia Sinraptoridae. Un'altra presunta specie, S. hepingensis, è ritenuta ora appartenere alla specie tipo.